# ارکیده عید پاک
 ارکیده عید پاک  (نام علمی: 'Cattleya mossiae') نام یکی از گونه‌های ثعلبیان است.
ارکیده عید پاک گل ملی کشور ونزوئلا است.